# Burg Rechberg

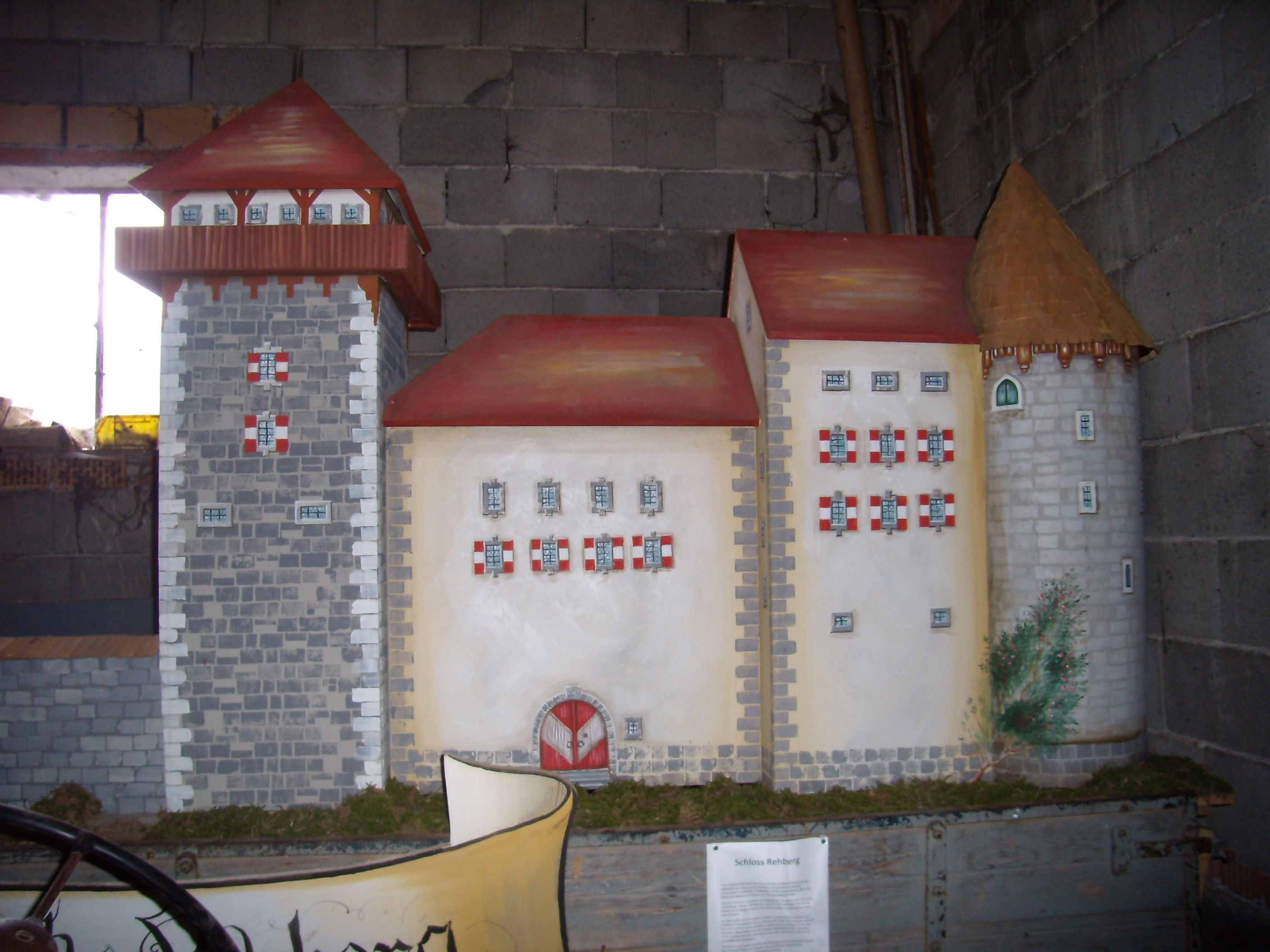
Modell der Burg Rechberg

Die abgegangene Burg Rechberg (bisweilen auch als Burg Rehberg bezeichnet) befand sich am orographisch linken Ufer des Aiterbaches im Ortsteil Rührndorf der Gemeinde Ried im Traunkreis im Bezirk Kirchdorf von Oberösterreich (Rührndorf Nr. 41).

## Geschichte
Angaben über die hier ansässige Familie der Rechberger sind rar. Die Burg ist 1170 erstmals mit Diemo von Rechberg beurkundet. Im Jahre 1176 übergibt Reginhard, Bischof von Würzburg, an das Kloster Kremsmünster zwei Hörige des Chunrats von Rehberg mitsamt ihren Nachkommen. Am 4. Jänner 1189 verzichtet in Salchenau Herzog Leopold von Österreich zu Gunsten des Klosters Kremsmünster auf alle Ansprüche, welche ihm aus der Erbschaft derer von Rebgau auf einigen Besitzungen in Scharnstein zustanden; unter den Zeugen wird neben Hartwig von Pettenbach auch ein Heinricus de reperhe genannt.
Im Jahre 1206 zeugt Heinrich von Rehberg, der hier als dapifer (Truchsess) bezeichnet wird, in einer Urkunde über eine Teilung der unfreien Nachkommen des Ministerialen Hartwig von Pettenbach und seiner Gattin Adelheid von Hart zwischen Bischof Heinrich von Würzburg und dem Abt Konrad von Kremsmünster. Rechberg war ein Lehen der Bischöfe von Würzburg, also ursprünglich Lambacher Besitz.
Rechberg kam nach dem Aussterben der Rechberger an die Losensteiner, die im Jahre 1339 mit der Gabe des in der Nähe befindlichen Gatterhofes an das Kloster Garsten einen Kaplan in der Kirche zu Losenstein stifteten. Über diese kam der Besitz an die Brüder Weikhard und Pilgram von Polheim. Die Brüder „Wickhard und Pilgram, die Polheimer von Rechberg“, die auch die am Unterlaufe des Aiterbaches liegende Herrschaft Steinhaus besaßen, verkauften 1357 ihrem Onkel Georg von Volkersdorf ein Gut auf der „Oede“ und „eines“ im Rollenpache bei Weißenberg" in der Puckinger Pfarre.
Rechberg stand auch einmal im Eigentum der Meurl, wobei ein Wernhart der Meurl um 1363 lebte. In diesem Jahr beurkunden Wernhart der Meurl von Rechperg und seine Gattin Kunigunde, dass sie von Abt Johann von Lambach einen Weingarten am Lindberg bei Krems haben, davon sie jährlich den Nonnen zu Imbach zehn Pfennige Burgrecht und in den Lambacher Hof zu Krems ein halbes Pfund Pfennig Dienst zu geben schuldig sind. Dies ist die vorerst letzte Nachricht über Rechberg. Eventuell wurden die Steine der Burg zum Bau der zwischen 1476 und 1480 errichteten Kirche von Ried im Traunkreis verwendet.
Das Rechberger Amt kam 1600 durch Helmhard VIII. Jörger zur Herrschaft Scharnstein die er bereits 1584 gekauft hatte. Im Scharnsteiner Urbar von 1584 bis 1613 wird Rechberg noch als Ruine erwähnt.
Das Wappen des Geschlechtes Meurl (ein nach links sich wendender springender Hirsch) ist in das Gemeindewappen von Ried im Traunkreis eingegangen.

## Sage vom Brudermord
Um die Burg rankt sich eine Sage von zwei Rechberger Brüdern, die als letzte Nachkommen dieses Geschlechts über den Besitz der Burg in so erbitterten Streit gerieten, dass sie sich bis in den Tod verfolgten. Eines Tages nun trafen sie sich hinter dem Hochaltar der Pfarrkirche von Ried im Traunkreis und erstachen sich dort gegenseitig mit ihren Schwertern. Diese Mordtat erregte einen solchen Abscheu, dass nicht nur das Schloss von da an unbewohnt blieb und von den nächsten Erben vernachlässigt in Verfall geriet, sondern dass auch der Bischof von Passau zum Ausdrucke seines Abscheus die Pfarrkirche schließen ließ. Und sie blieb geschlossen „unbesungen“, wie es in einer späteren Aufzeichnung heißt, 30 Jahre lang. Allerdings ist diese Erzählung in keinem Stiftsbuch bezeugt, so dass die Schließung der Kirche auch andere Gründe (vor allem Baufälligkeit) gehabt haben kann.

## Burg Rechberg heute

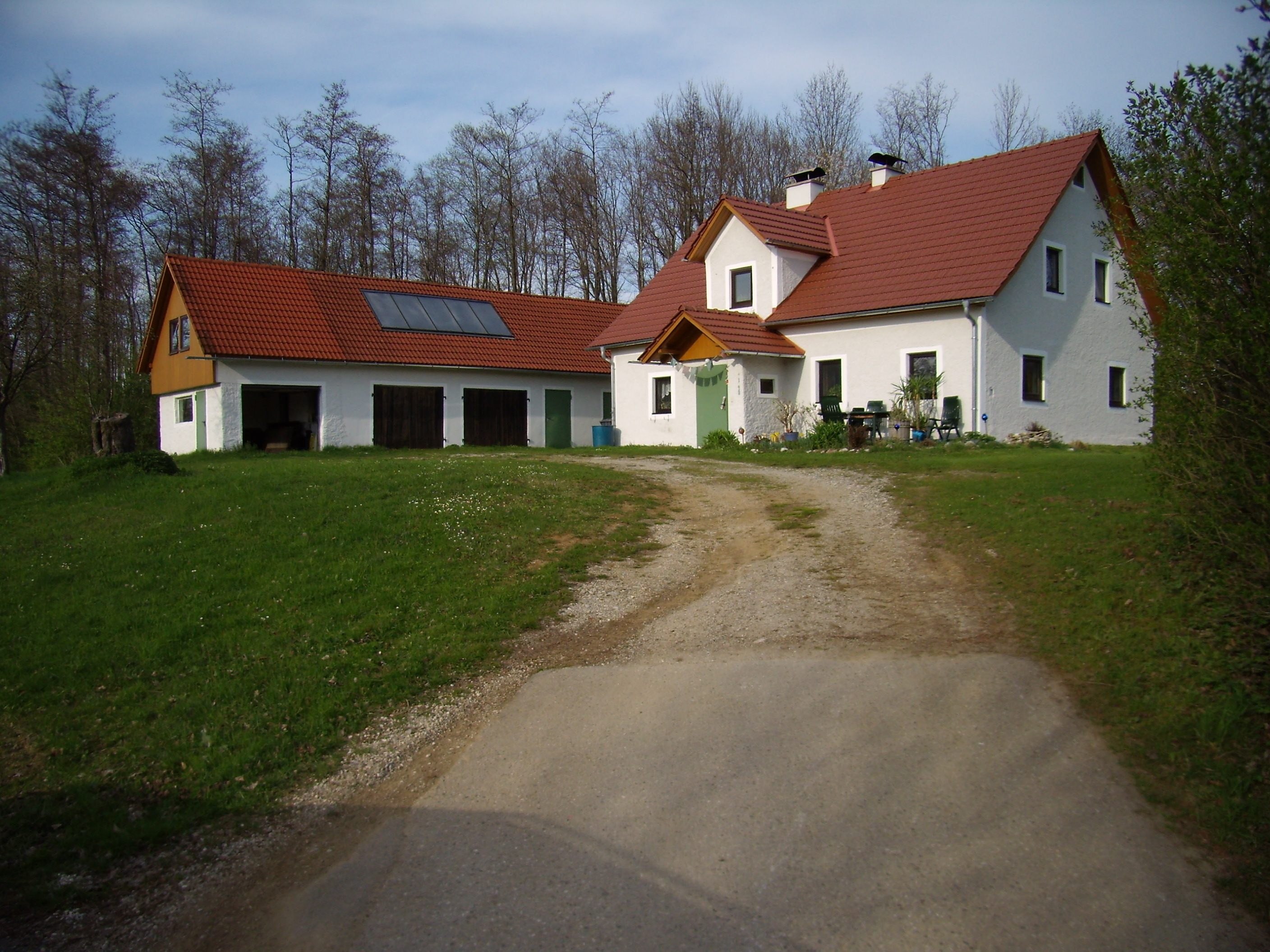
Überbauung des Kernwerks der Burg Rechberg (2013)

Nach einer im Gemeindeamt aufbewahrten Zeichnung soll Rechberg einen viereckigen Turm besessen haben, beim Haupteingang an der hinteren Seite befand sich ein Spitzturm, das Bild von Schloss Rehberg ist mit der fiktiven Jahreszahl 1392 versehen. Die Burg wurde durch eine Mauer (und einen hier nicht dargestellten Weiher) geschützt. Ein nach dieser Zeichnung angefertigtes Modell (zu besichtigen im Bauernhaus Rührndorf 22) gibt den Bau näherungsweise wider. Das nicht mehr im Original vorhandene Bild dürfte frühestens aus der 2. Hälfte 16. Jahrhunderts stammen oder ein Phantasieprodukt des 19. Jahrhunderts sein. Das Bild und somit auch das nach dem Bild gefertigte Modell dürften demnach Willkürprodukte sein, da die Burg bereits Ende des 14. Jahrhunderts abgegangen ist.
Zu Beginn des 19. Jahrhunderts wurden bei Ausgrabungen zahlreiche Hufeisen sowie ein verschütteter Brunnen gefunden. Heute befindet sich an der ehemaligen Burgstelle ein 1953 erbautes Einfamilienhaus. Beim Hausbau wurden angeblich Ziegel und andere Gegenstände gefunden, die aber nicht aufbewahrt wurden. Rudimente eines das Kernwerk umziehenden Burggrabens sind noch erhalten, vor allem in Richtung des Aiterbaches, das Kernwerk ist vollständig von dem Haus überbaut.